# Eurycletodes similis
Eurycletodes similis är en kräftdjursart som först beskrevs av T. Scott 1895.  Eurycletodes similis ingår i släktet Eurycletodes och familjen Argestidae. Inga underarter finns listade i Catalogue of Life.